# 埃丝特·奥科龙阔
伊杰奥玛·埃丝特·奥科龙阔（英語：Ijeoma Esther Okoronkwo；1997年3月27日—），美国和尼日利亚女子职业足球运动员，司职前锋，目前效力于UD Tenerife
和尼日利亚国家女子足球队。她曾代表尼日利亚参加2024年夏季奥林匹克运动会女子足球比赛。